# Répaglinide
Le répaglinide est une molécule antidiabétique, de la classe des glinides.

## Mode d'action
Le répaglinide a le même mode d'action que les sulfonylurées, il se fixe aux canaux potassiques de cellules bêta des îlots de Langerhans d'où une sécrétion d'insuline accrue.

## Indication
Diabète de type 2.